# Distretto di Salima
Il distretto di Salima (Salima District) è uno dei ventotto distretti del Malawi, e uno dei nove distretti appartenenti alla Regione Centrale. Copre un'area di 2196 km² ed ha una popolazione complessiva di 298 099 abitanti (136 ab./km²). Il capoluogo del distretto è Salima (ab. 20.355).